# Johann Christian Mikan
Johann Christian Mikan (5 de dezembro, 1769 em Teplitz - 28 de dezembro, 1844 em Praga) foi um botânico, zoólogo e entomólogo austríaco. Foi filho Joseph Gottfried Mikan.
Mikan foi professor de história natural na Universidade de Praga.  Ele foi um dos três naturalistas líderes na Expedição Austríaca ao Brasil.
Ele escreveu Monographia Bombyliorum Bohemiæ, iconibus illustrata em 1796, Entomologische Beobachtungen, Berichtigungen und Entdeckungen em 1797, e Delectus Florae et Faunae Brasiliensis, etc. em 1820. Mikan descreveu muitas espécies, incluindo o mico-leão-preto.